# Картамиська світа
Картами́ська світа — літостратиграфічний підрозділ нижньопермських відкладів ДДЗ та Донбасу. Вік відкладів світи до сьогодні залишається дискусійним — нижню частину світи (нижче вапняка Q5) деякі дослідники відносять до верхнього карбону. Синоними: світа мідистих пісковиків, клиновська світа.

## Назва
Від назви с. Картамиш.

## Поширення
Північно-західна окраїна Донбасу, ДДЗ.

## Стратотип
поблизу с. Картамиш.

## Літологія
Пісковики, переважно континентальні, червонокольорові, рідше сірі, алевроліти, аргіліти, з нечисельними прошарками вапняків і доломітів (маркуючі карбонатні шари Q1-Q12), рідко ангідрити івуглисті сланці. Потужність відкладів світи до 1200 м (в ДДЗ до 500 м). В Донбасі відклади світи залягають згідно між верхньокарбоновими утвореннями араукаритової світи і нижньопермськими микитовської світи. В ДДЗ залягає трансгресивно на різновікових відкладах карбону. У Бахмутській котловині поділяється на три підсвіти.

## Фауністичні і флористичні рештки
- Callipteris conferta Sternb.
- Walchia filiciformis Schl.
- Cordaites principalis (Germ.)
- Occidentoschwagerina fusulinoides (Schelw.)
- двустулкові молюски, остракоди, спори і пилок.

| ←        | \| Палеозой \| Палеозой \| Палеозой \| Палеозой \| Палеозой \| Палеозой \| \| Кембрій \| Ордовик \| Силур \| Девон \| Карбон \| Перм \| \| -------- \| -------- \| -------- \| -------- \| -------- \| -------- \| | →     |       |        |      |
| Палеозой | |       |       |        |      |
| Кембрій  | Ордовик | Силур | Девон | Карбон | Перм |